# Cynometra cubensis
Cynometra cubensis är en ärtväxtart som beskrevs av Achille Richard. Cynometra cubensis ingår i släktet Cynometra, och familjen ärtväxter. IUCN kategoriserar arten globalt som starkt hotad.

## Underarter
Arten delas in i följande underarter:
- C. c. cubensis
- C. c. ophiticola